# Білик Юрій Михайлович
Ю́рій Миха́йлович Бі́лик (нар. 16 червня 1980, с. Муроване, Сокальський район, Львівська область, Українська РСР — 20 березня 2015, смт Новотошківське, Попаснянський район, Луганська область, Україна) — український військовослужбовець, молодший сержант Збройних сил України.

## Життєпис

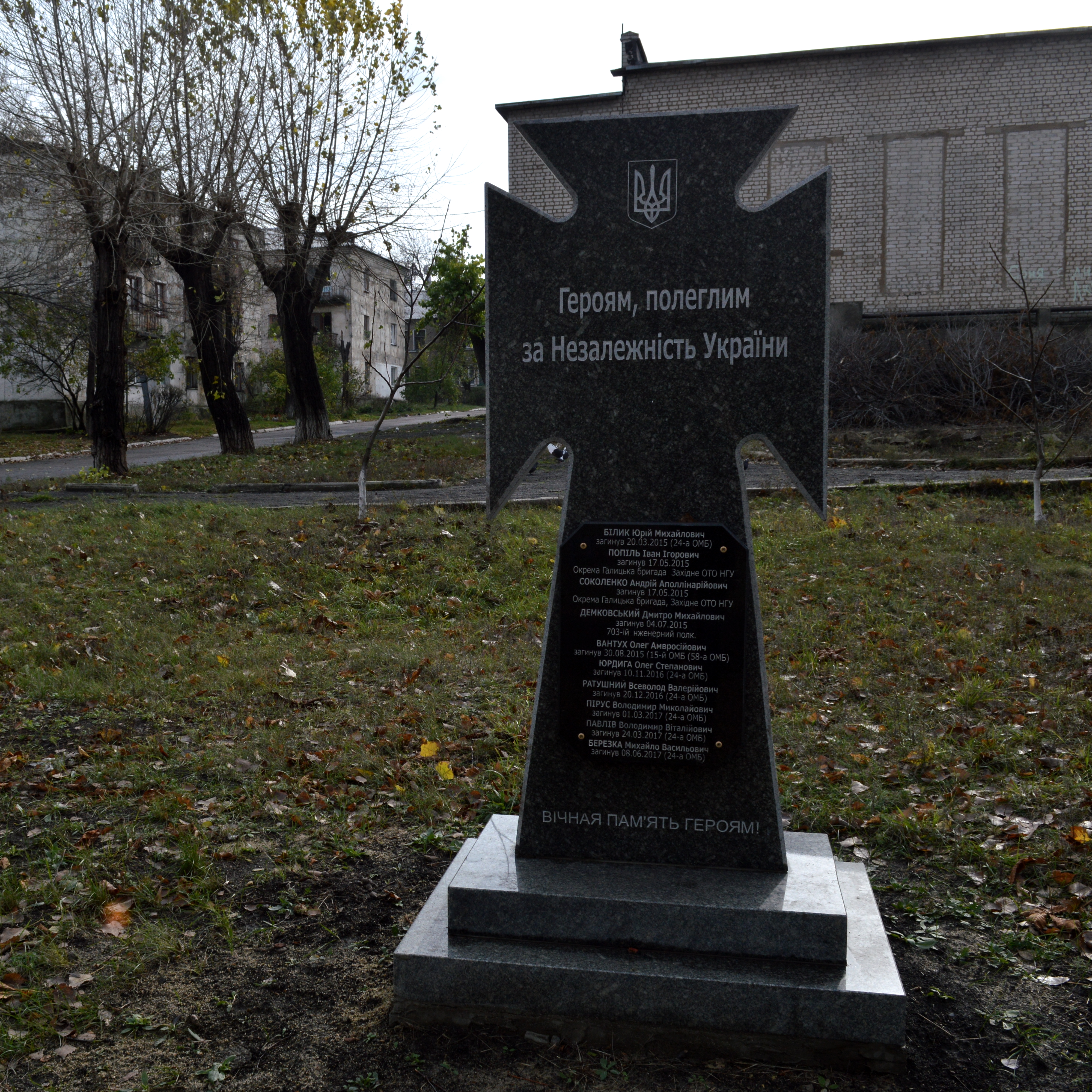
Пам'ятник загиблим українським воякам у селищі Новотошківське.

Народився 1980 року в селі Муроване на Сокальщині Львівської області. З дитинства мешкав у Червонограді, 1995 року закінчив Червоноградську середню загальноосвітню школу № 11 (нині — Червоноградська гімназія).
З 1995 р. по 1998 р. навчався у Червоноградському професійному гірничо-будівельному ліцеї за професію: «Слюсар-ремонтник. Електрогазозварник».
У зв'язку з російською збройною агресією проти України призваний за частковою мобілізацією 14 серпня 2014-го.
Призначений на посаду старшого стрільця 10-ї роти 4-го механізованого батальйону 24-ї окремої Залізної механізованої бригади, в/ч А0998, м. Яворів. У зв'язку з відсутністю офіцера — командира взводу, з грудня 2014 виконував обов'язки командира взводу.
Ніс службу в зоні проведення антитерористичної операції, зокрема в районі населених пунктів «Бахмутської траси» на Луганщині.
20 березня 2015-го близько 17:00, під час перевірки території та обходу рубежів оборони взводного опорного пункту (ВОП, 29-й блокпост), — поблизу смт Новотошківське, військовослужбовці 24-ї бригади підірвались на вибуховому пристрої з «розтяжкою» в районі шахти «Пролетарської». В результаті вибуху загинули молодший сержант Юрій Білик і старшина Дмитро Гончарук.
24 березня з Юрієм прощались у Чевонограді. Похований наступного дня на кладовищі села Муроване. Залишилися батьки на Сокальщині, дружина та п'ятеро дітей у Червонограді.

## Нагороди та звання
- За особисту мужність і високий професіоналізм, виявлені у захисті державного суверенітету та територіальної цілісності України, вірність військовій присязі, нагороджений орденом «За мужність» III ступеня (04.06.2015, посмертно)[4].
- Рішенням Червоноградської міської ради від 25.06.2015 № 835 присвоєне звання «Почесний громадянин міста Червонограда» (посмертно).
- Рішенням Сокальської районної ради від 13.10.2016 присвоєне звання «Почесний громадянин Сокальського району» (посмертно).